# هقلون العليا (المهرة)

تعديل مصدري - تعديل

هقلون العليا هي إحدى قرى عزلة حبروت بمديرية شحن التابعة لمحافظة المهرة، بلغ تعداد سكانها 304 نسمة حسب تعداد اليمن لعام 2004.